# Zdeněk Urban (fotbalista, 1960)
Zdeněk Urban (* 21. prosince 1960 Praha), v zahraničí uváděný jako Zdenek Urban, je bývalý švýcarský fotbalista českého původu.

## Hráčská kariéra
V letech 1978–1980 nastupoval za FC Frauenfeld. Ve švýcarské lize hrál za FC St. Gallen (1980–1986) a Neuchâtel Xamax (1986–1988), s nímž se stal v sezoně 1986/87 mistrem Švýcarska. Ve švýcarské lize odehrál 150 utkání a vstřelil 28 branek.

### Evropské poháry
V evropských pohárech zaznamenal 10 startů, v nichž dal jeden gól. Odehrál šest zápasů v Poháru UEFA, aniž by skóroval (dva za FC St. Gallen v sezoně 1983/84 a čtyři za Neuchâtel Xamax v ročníku 1986/87). V dresu FC St. Gallen nastoupil také ke čtyřem zápasům v Poháru Intertoto, v nichž vsítil jednu branku (1982: 1/0, 1983: 1/1, 1984: 1/0, 1985: 1/0).

### Prvoligová bilance
| Ročník          | Zápasy | Góly | Minuty | Klub            |
| --------------- | ------ | ---- | ------ | --------------- |
| I. liga 1980/81 | 26     | 1    | 2 198  | FC St. Gallen   |
| I. liga 1981/82 | 6      | 0    | 354    | FC St. Gallen   |
| I. liga 1982/83 | 12     | 0    | 993    | FC St. Gallen   |
| I. liga 1983/84 | 30     | 6    | 2 700  | FC St. Gallen   |
| I. liga 1984/85 | 30     | 9    | 2 671  | FC St. Gallen   |
| I. liga 1985/86 | 21     | 9    | 1 828  | FC St. Gallen   |
| I. liga 1986/87 | 24     | 3    | 2 160  | Neuchâtel Xamax |
| I. liga 1987/88 | 1      | 0    | 45     | Neuchâtel Xamax |
| CELKEM I. LIGA  | 150    | 28   | 12 949 |                 |